# Râul Negoiu, Cerna
Râul Negoiu este un curs de apă, afluent al râului Cerna. Se formează la confluența a două brațe: Loșna și Sterminos.